# Neuenburger Krieg 1272/73

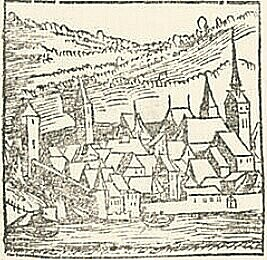
Illustration Neuenburg am Rhein in der Cosmographia des Sebastian Münster in der Ausgabe von 1553

Als Neuenburger Krieg wird die von 1272 bis 1281 andauernde Auseinandersetzung der Stadt Neuenburg am Rhein mit dem Grafen Heinrich von Freiburg zu Badenweiler um die Herrschaft über die Stadt bezeichnet. Der Schwerpunkt der Kämpfe war 1272/73, wobei die Stadt durch den Basler Bischof und Graf Heinrich durch den Habsburger Graf Rudolf unterstützt wurden.

## Geschichte

### Ansprüche auf Neuenburg
Die Stadt Neuenburg am Rhein war 1175 durch Herzog Berthold IV. von Zähringen gegründet worden. Nachdem die Zähringer 1218 in der männlichen Linie ausstarben, traten im Breisgau die Grafen von Urach deren Erbe am zähringischen Eigengut an und ab 1230 nannte sich ein Zweig dieser Familie Grafen von Freiburg. Der Staufer König Friedrich II. wollte das Ausscheiden der zähringischen Konkurrenten zur Stärkung der eigenen Hausmacht nutzen und zog die Reichslehen – darunter Neuenburg am Rhein – ein und machte 1219 Neuenburg zur Freien Reichsstadt. Das Bestreben der Freiburger Grafen war es ab diesem Zeitpunkt Neuenburg wieder unter ihre Herrschaft zu bringen.
Als Kaiser Friedrich II. 1245 auf dem Konzil von Lyon mit dem Kirchenbann belegt wurde und seine Gegner in Deutschland Heinrich Raspe IV. zum Gegenkönig wählten, erhob Graf Konrad I. von Freiburg wieder Ansprüche auf Neuenburg und erhielt die Stadt 1246 von Heinrich Raspe zugesprochen. Papst Innozenz IV. bestätigte diesen Rechtsanspruch 1248. Neuenburg blieb jedoch im Bund mit anderen schwäbischen Reichsstädten (u. a. Breisach und Rheinfelden) den Staufern treu. 1249 wurde über Neuenburg ein Interdikt verhängt, weil die Stadt noch immer nicht die Herrschaft der Grafen von Freiburg anerkannte. 1251 bestätigte auch der Nachfolger von Heinrich Raspe, Wilhelm von Holland die Ansprüche der Freiburger Grafen auf Neuenburg. Erst als der Rheinische Städtebund 1254 Wilhelm von Holland als König anerkannte, akzeptierte auch Neuenburg dessen Entscheid und Konrad von Freiburg nahm auch Besitz von der Stadt, die damit ihren Status als Freie Reichsstadt verlor. Die Stadt Neuenburg unterstützte Konrad und seine Verbündeten (hierzu gehörte auch die Stadt Straßburg) 1261 in ihrem Krieg gegen den Bischof von Straßburg und die Herrschaft der Grafen von Freiburg schien zum Ende von Konrads Regierung gesichert.

### Fehde zwischen Rudolf von Habsburg und dem Basler Bischof

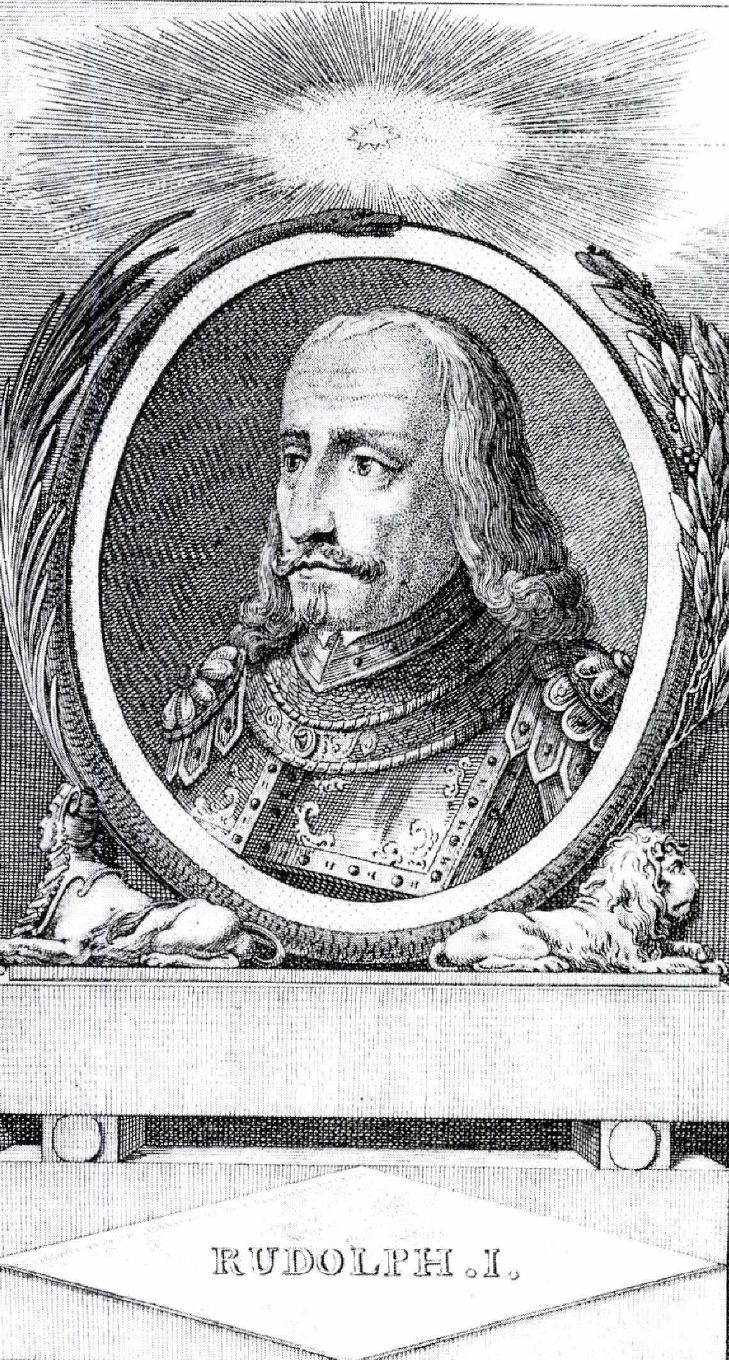
Fiktive Porträtdarstellung Rudolfs von Habsburg

Sowohl der Basler Bischof, Heinrich von Neuenburg, als auch Graf Rudolf von Habsburg waren bestrebt ihre Machtposition am Hoch- und Oberrhein auszubauen. Im Krieg (1261–1266) gegen den Bischof von Straßburg, Walter von Geroldseck, waren sie noch Verbündete. Bischof Heinrich hatte die Städte Breisach und Rheinfelden in seine Hand gebracht. Wegen Breisach besaß Rudolf Pfandrechte, die aber schon Heinrichs Vorgänger, Berthold von Pfirt, abgelöst hatte. Rudolf monierte, dass von den 1000 Mark nur 900 bezahlt seien und forderte außer dieser Differenz immer weitere Geldsummen. Bischof Heinrich lehnte diese weiteren Forderungen ab und der Streit eskalierte 1268 zur offenen Fehde. Die Truppen des Bischofs zerstörten das Dorf  Blotzheim und die Burg Hertenberg. Rudolf eroberte Burg Reichenstein im  Elsass. Kurzzeitig konnte Rudolf 1271 Berchtold von Falkenstein den Abt der Fürstabtei St. Gallen als Bundesgenossen gewinnen.
Bischof Heinrich konnte seine Position durch verschiedene Erwerbungen stärken. Er kaufte die Burgen Biedertan und konnte die Grafschaft Pfirt gewinnen. 1271 konnte der Basler Bischof auch ein Bündnis mit dem Bischof von Straßburg, Heinrich IV. von Geroldseck, abschließen. In der Stadt Basel wurden 1271 die Mitglieder der sich an den Habsburger anlehnenden Adelsgruppe der Sterner aus der Stadt vertrieben.

### Der Konflikt 1272/73
Als  Konrad I. von Freiburg 1271 starb teilten seine Söhne das Erbe auf. Heinrich erhielt die Herrschaft Badenweiler und die Stadt Neuenburg am Rhein. Der Chronist Matthias von Neuenburg berichtete etwa 60 Jahre später Graf Heinrich hätte sich in Neuenburg am Tag vor der Huldigung an einer Neuenburger Bürgersfrau vergangen. Die Bürger verweigerten daraufhin die Huldigung und riefen am 22. März 1272 den Basler Bischof Heinrich von Neuenburg (Neuchâtel) zu Hilfe. Der Bischof kam mit seinen Truppen und stürmte die Burg des Grafen Heinrich in Neuenburg am Rhein. Der Graf musste aus der Stadt fliehen.
Graf Heinrich war mit dem Grafen Rudolf von Habsburg in seiner Fehde gegen den Basler Bischof verbündet. Rudolf zerstörte zunächst die bischöfliche Burg Tiefenstein und zog dann im Juli 1272 nach Freiburg, wo er am 23. Juli ankam. Auf seinem Weg dahin machte Rudolf einen vergeblichen Versuch Neuenburg einzunehmen.
Die Truppen des Bischofs und die Neuenburger setzten nach der erfolgreichen Verteidigung von Neuenburg über den Rhein und verbrannten habsburgische Orte im Elsass – Rixheim wurde angegriffen, Blodelsheim verbrannt. Auch das Kloster Ottmarsheim wurde 1272 zerstört. Rudolf zerstörte im August 1272 das Kloster Sitzenkirch und Graf Heinrich das Kloster Gutnau. Die Neuenburger brachen zwei feste Häuser des dem Freiburger Grafen ergebenen Neuenburger Stadtadels in Auggen und die Burg Grüneck bei Obereggenen. Ende 1272 wurde Lüthold II. von Rötteln von Rudolf von Habsburg gefangen genommen, als die Habsburger die Burg Werrach bei Wehr eroberten.
Am 12. Juli 1273 lagerte Graf Rudolf mit seinem Heer vor Basel. Auf erste Nachrichten über seine Wahl zum deutschen König wurde am 22. September ein Waffenstillstand geschlossen. Am 30. September kam Burggraf Friedrich von Nürnberg mit der offiziellen Botschaft von der Wahl im Lager vor Basel an, womit der Konflikt endete.

### Neuenburg erneut Reichsstadt
Graf Heinrich erwartete nun als Lohn für seine Unterstützung Rudolfs die Rückgabe von Neuenburg, aber Rudolf ließ sich in Neuenburg huldigen, womit die Stadt wieder reichsunmittelbar wurde. Heinrich blieb zwar dem Habsburger treu, er verfolgte jedoch weiter seine Ansprüche auf Neuenburg. Aus einer Urkunde von 1281 – in der Heinrich seinen Verzicht auf die Stadt erklärt – ist erkennbar, dass es auch nach der Wahl Rudolfs zum König noch gewaltsame Auseinandersetzungen zwischen Neuenburg und Graf Heinrich gab. Mit dem Verlust von Neuenburg waren die Pläne der Freiburger Grafen für einen wesentlichen Ausbau ihrer Herrschaft im südlichen Breisgau gescheitert, wobei ein wichtiger Faktor der Widerstand der Neuenburger Bürger und der geringe Einfluss der grafentreuen Adeligen in der Stadt war.